# Goulds bälte

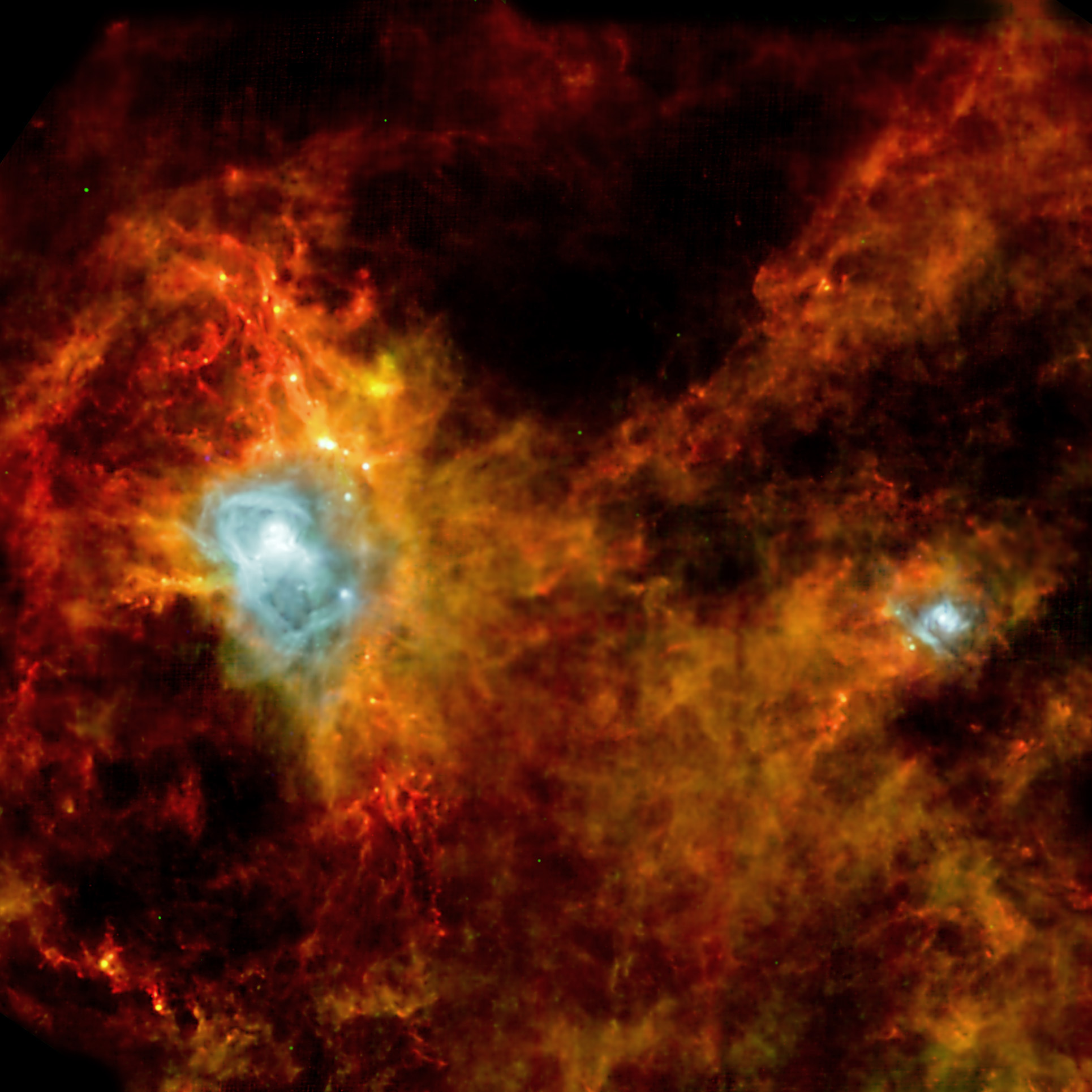
Örnen

Goulds bälte är en partiell ring av stjärnor i Vintergatan, belägna i samma spiralarm som Solen. Den namngavs efter Benjamin Gould, som identifierade den 1879.

### Fotnoter
1. ↑  ”Gould Belt” (på engelska) (HTML). The Encyclopedia of Astrobiology Astronomy and Spaceflight. http://daviddarling.info/encyclopedia/G/GouldBelt.html. Läst 18 juli 2006.